# Breidablik
Breidablik er inden for den nordisk mytologi Balders bolig. Dets tag er af sølv, der hviler på piller af guld. På Breidablik findes intet ondt eller urent. Sammen med konen Nanna, har de sønnen Forsete, der bor på Glitner.
Den bliver kort nævnt i digtet Gylfaginning og lildt mere i Grímnismál, begge i Snorri Sturlusons Yngre Edda. Derudover nævnes Breidablik ikke i noget bevaret kildemateriale.